# William Justin Kroll
William Justin Kroll, nascido Guillaume Justin Kroll (24 de novembro de 1889 — 30 de março de 1973), foi um metalurgista luxemburguês.
É reconhecido por ter inventado o processo Kroll, em 1940, usado comercialmente para extrair titânio metálico de minério.